# 安阳话
安阳话，是晉語邯新片的一支，使用范围仅限于河南安阳市周边。安阳方言独树一帜，听起来很像山西话和河北南部的话。语速快调较高。其他河南人講的河南話屬中原官話，較難听懂晉語邯新片安阳话。